# Викуп (фільм, 1996)
«Викуп» (англ. Ransom) — американський бойовик 1996 року режисера Рона Говарда за сценарієм Річарда Прайса та Александра Іґнона. У фільмі грали Мел Гібсон, Рене Руссо, Гері Сініз, Делрой Ліндо, Броулі Нолті, Лів Шрайбер, Донні Волберг і Еван Гендлер. Гібсон був номінований на премію «Золотий глобус» за найкращу чоловічу роль. Фільм став 5-м найкасовішим фільмом 1996 року в США.

## Синопсис
Сина мультимільйонера Тома Маллена викрадають, але після початкової згоди заплатити викуп Маллен вирішує використати ці гроші як нагороду.

## У ролях
| Актор         | Роль                     |
| ------------- | ------------------------ |
| Мел Гібсон    | Том Маллен               |
| Рене Руссо    | Кейт Маллен              |
| Броулі Нолті  | Шон Маллен               |
| Гері Сініз    | детектив Джиммі Шейкер   |
| Делрой Ліндо  | агент ФБР Лонні Гокінс   |
| Лів Шрайбер   | Кларк Барнс              |
| Донні Волберг | Каббі Барнс              |
| Еван Гендлер  | Майлз Робертс            |
| Лілі Тейлор   | Маріс Коннер             |
| Пол Гілфойл   | Директор ФБР Стен Воллес |
| Ден Гедая     | Джекі Браун              |
| Джон Ортіс    | Роберто                  |
| Девід Вадим   | офійцер поліції          |

## Відгуки
Критик Роджер Еберт дав фільму три зірки з чотирьох і написав: «Гібсон показує цікаву гру, зображуючи людину, яка намагається знайти шлях виходу з кризи, а Сініз гарно демонструє протилежну роль».